# Station Évry - Courcouronnes
Station Évry - Courcouronnes is een spoorwegstation aan de spoorlijn Grigny - Corbeil-Essonnes. Het ligt in de Franse gemeente Évry-Courcouronnes in het departement Essonne (Île-de-France). 
200 m ten zuidwesten van het spoorwegstation werd de tramhalte aangelegd die sinds december 2023 wordt bediend door Tramlijn 12 van de Tram van Île-de-France waarvan deze halte de oostelijke terminus is.

## Geschiedenis
Het station is op 6 december 1975 geopend bij de opening van de spoorlijn Grigny - Corbeil-Essonnes.

## Ligging
Het station ligt op kilometerpunt 7,008 van de spoorlijn Grigny - Corbeil-Essonnes.

## Diensten
Het station wordt aangedaan door verschillende treinen van de RER D:
- tussen Châtelet - Les Halles en Malesherbes;
- tussen Villiers-le-Bel - Gonesse/Juvisy en Melun. Tijdens deze spits rijden de treinen niet verder van Juvisy, in de daluren rijden de treinen verder naar Villiers-le-Bel - Gonesse.

## Vorige en volgende stations
| Richting              | Vorig station             | Lijn  | Volgend station              | Richting       |
| --------------------- | ------------------------- | ----- | ---------------------------- | -------------- |
| Châtelet - Les Halles | Orangis - Bois de l'Épine | RER D | Le-Bras-de-Fer Évry-Génopole | Malesherbes D4 |
| Juvisy                | Orangis - Bois de l'Épine | RER D | Le-Bras-de-Fer Évry-Génopole | Melun D2       |